# Dee Wallace

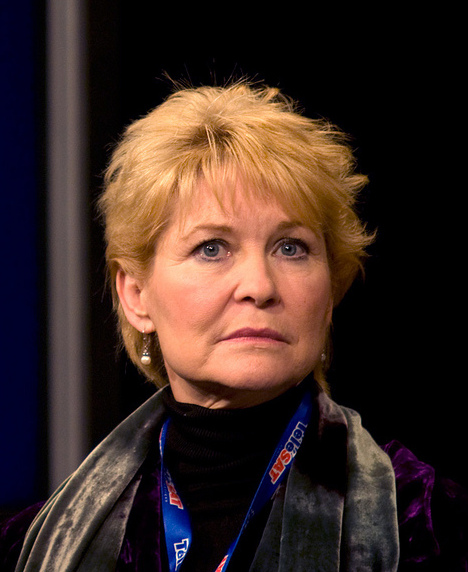
Dee Wallace 2010.

Dee Wallace, även känd som Dee Wallace-Stone, född som Deanna Bowers den 14 december 1948 i Kansas City, Kansas, är en amerikansk skådespelare. 
Hon studerade vid University of Kansas, varefter hon arbetade som dramalärare vid Washington High School i Kansas City. Hon gifte sig med skådespelaren Christopher Stone 1980. De var gifta fram till hans död 1995 och paret fick en dotter. Wallace gifte om sig med Skip Belyea 1998.
Wallace är mest känd för sina roller i ett antal skräckfilmer, bland annat The Hills Have Eyes (1977), Varulvar (1980), Cujo (1983), Critters (1986) och The Frighteners (1996). Hon spelade även en huvudroll i Steven Spielbergs E.T. the Extra-Terrestrial (1982). Hon har också medverkat flitigt i TV-produktioner, bland annat ett stort antal TV-filmer samt TV-serier som Together We Stand (1986–87) och The New Lassie (1989–92). Under 2000-talet har hon bland annat medverkat i Rob Zombies nyinspelning Halloween (2007), The House of the Devil (2009) och The Lords of Salem (2013).

## Filmografi i urval
- San Francisco (1975) (1 avsnitt)
- Starsky och Hutch (1977) (1 avsnitt)
- The Hills Have Eyes (1977)
- Blåst på konfekten (1979)
- Par i hjärter (1979) (1 avsnitt)
- Varulvar (1980)
- E.T. the Extra-Terrestrial (1982)
- Cujo (1983)
- Hotellet (1984-1987) (3 avsnitt)
- Twilight Zone (1985) (1 avsnitt)
- Simon & Simon (1985) (1 avsnitt)
- Critters (1986)
- Together We Stand (1986-1987)
- Mord och inga visor (1989-1991) (3 avsnitt)
- The New Lassie (1989-1992) (35 avsnitt)
- Rock-A-Doodle (1991)
- P.S. I Luv You (1991)
- Lagens änglar (1992) (1 avsnitt)
- The Frighteners (1996)
- På heder och samvete (1997) (1 avsnitt)
- Ally McBeal (1999) (1 avsnitt)
- Nash Bridges (1999) (1 avsnitt)
- Felicity (2001) (2 avsnitt)
- She's No Angel (TV-film) (2001)
- Cold Case (2005) (1 avsnitt)
- Jordan, rättsläkare (2005) (1 avsnitt)
- Bones (2006) (1 avsnitt)
- Brottskod: Försvunnen (2006) (1 avsnitt)
- Close to Home (2006) (1 avsnitt)
- Halloween (2007)
- Ghost Whisperer (2007) (1 avsnitt)
- Grey's Anatomy (2007) (1 avsnitt)
- My Name is Earl (2007) (1 avsnitt)
- Criminal Minds (2008) (1 avsnitt)
- The House of the Devil (2009)
- The Office (2011) (1 avsnitt)
- Switched at Birth (2012) (2 avsnitt)
- The Lords of Salem (2013)
- Grimm (2014) (3 avsnitt)
- General Hospital (2015) (3 avsnitt)
- Just Add Magic (2015–2019) (47 avsnitt)
- Supernatural (2016) (1 avsnitt)
- NCIS (2018) (1 avsnitt)
- 9-1-1 (2021) (2 avsnitt)
- 2023 – Fatal Attraction (TV-serie) (1 avsnitt)